# Nuage (film)
Pour les articles homonymes, voir Nuage (homonymie).
Pour plus de détails, voir Fiche technique et Distribution.
Nuage est un film fantastique français réalisé par Sébastien Betbeder et sorti en 2007.

## Fiche technique
- Réalisation : Sébastien Betbeder
- Scénario : Sébastien Betbeder
- Montage : Julie Dupré
- Musique : Sylvain Chauveau
- Société de production : Les Films du Worso, en association avec les SOFICA Cinémage 1 et Cofinova 3
- Genre : fantastique
- Durée : 1 h 21
- Date de sortie : 19 septembre 2007

## Distribution
- Adrien Michaux
- Nathalie Boutefeu
- Bruno Sermonne
- Bruce Myers
- Aurore Clément
- Marie Otal
- Lou Castel

## Distinctions
- Présenté au Festival International du Film de Locarno 2007.